# Université des Comores
Die Université des Comores (deutsch Universität der Komoren) ist eine Universität in Mvouni, einem Ort in der Nähe der Hauptstadt der Komoren Moroni.

## Geschichte
Im April 1998 unterzeichnete Abdou Mhoumadi, der damalige Bildungsminister, den Plan für die Universität der Komoren. 2003 wurde die Universität dann durch einen Erlass des Präsidenten Azali Assoumani begründet. Die Universität nimmt eine große Mehrheit von Bachelor-Studenten auf, die zuvor ins Ausland gehen mussten, um ihre Ausbildung weiterzuführen. Der erste Präsident der Universität war Damir Ben Al. Der Aufbau der Universität wurde durch ein „Komitee für Planung, Durchführung und Überwachung der Einrichtung der Universität der Komoren“ («Comité de réflexion, d'action et de suivi pour la mise en place de l'université des Comores», CRASUC) beaufsichtigt. Das Komitee wurde durch ein Expertengremium aus 10 Experten unterstützt, welche alle große universitäre Erfahrung haben.
2006 gründeten die Studenten der Fakultät der Rechte an der Universität die Association de Jeunesse Ngoshawo.

## Organisation
Die Universität der Komoren besteht aus vier Fakultäten, einem Institut und einer „Schule“.
Die Einrichtungen sind auf vier Standorte verteilt.
Mvouni
- Rechts- und Wirtschaftswissenschaftliche Fakultät (Faculté de droit et des sciences économiques)
- Philosophische Fakultät (Faculté des lettres et des sciences humaines)

Karthala CUFOP
- Fakultät für arabische Schrift und islamische Wissenschaften „Imam Chafiou“ (Faculté IMAM CHAFIOU – lettres arabes et sciences islamiques)
- Universitätszentrum für permanente Weiterbildung (Centre Universitaire de Formation Permanent – CUFOP)

Site de la Corniche
- Fakultät für Naturwissenschaften und Technologien (Faculté des sciences et techniques)
- Schule für Medizin und öffentliche Gesundheit (École de Médecine et de Santé Publique – EMPS)

Site de Hamramba
- Institut für Lehrerbildung und Bildungsforschung (Institut de Formation des Enseignants et de Recherche en Éducation – IFERE)
- Technisches Universitätsinstitut (Institut universitaire de technologie) mit den Abteilungen:
  - Institut für Technische Informatik (Département de Génie informatique)
  - Wirtschaft (Département de Commerce)
  - Tourismus und Gastgewerbe (Département de Tourisme et hôtellerie)
  - Abteilung Verwaltung und Betriebswirtschaft (Département de Gestion des administrations et des entreprises)
  - Abteilung für Statistik (Département de Statistiques)
  - Abteilung für Lebensraum und Umwelt (Département de habitat et son environnement)